# Provincia Sud (Nuova Caledonia)
La provincia Sud (in francese: province Sud, in Canaco: Pruvince Sud) è una delle tre province in cui è suddivisa la Nuova Caledonia.
Amministrativamente comprende i comuni di Boulouparis, Bourail, Dumbéa, Farino, Île des Pins, La Foa, Moindou, Le Mont-Dore, Numea, Païta, Poya (parte sud), Sarraméa, Thio, Yaté.

## Presidenti della provincia Sud
| Presidente      | Periodo in carica               | Partito | N° |
| --------------- | ------------------------------- | ------- | -- |
| Jacques Lafleur | 16 giugno 1989 - 9 maggio 2004  | RPCR    | 1° |
| Philippe Gomès  | 14 maggio 2004 - 10 maggio 2009 | ES      | 2° |
| Pierre Frogier  | 15 maggio 2009 -                | R-UMP   | 3° |